# Fortymile River
Fortymile River – rzeka w Stanach Zjednoczonych (Alaska) i w Kanadzie (Jukon), o długości 97 km. Stanowi dopływ rzeki Jukonu.
Nazwę rzece nadali poszukiwacze złota, które odkryto tam w 1886 roku. Nazwa odzwierciedla odległość od ujścia rzeki do Fort Reliance, byłej osady założonej przez członków Kompanii Zatoki Hudsona. Górnicy od tamtego czasu wydobyli z rzeki ponad pół miliona uncji złota.